# Kopalnia Węgla Kamiennego Piekary
Kopalnia Węgla Kamiennego Piekary – kopalnia węgla kamiennego w Piekarach Śląskich, działająca pod taką nazwą od 1 lipca 1999 roku (do 1 stycznia 2012 pod nazwą Zakład Górniczy „Piekary”) do 15 grudnia 2015 roku , kiedy to stała się ruchem Piekary kopalni Bobrek-Piekary.
Kopalnia wchodziła w skład Kompanii Węglowej i wywodziła się z dwóch kopalni:
- Kopalni Węgla Kamiennego „Julian”
- Kopalni Węgla Kamiennego „Andaluzja”

Dnia 1 lipca 1999 roku na bazie części obszaru górniczego i majątku kopalń utworzono Zakład Górniczy „Piekary” Spółkę z o.o. oraz odpowiednio z wydzielonej części KWK „Andaluzja” - Zakład Górniczy „Brzeziny” Sp. z o.o., które działalność wydobywczą prowadziły na części dotychczasowych obszarów górniczych kopalń.
Od roku 2000 oba zakłady górnicze, prowadziły działania mające na celu doprowadzenie do połączenia kopalń. W dniu 30 grudnia 2002 roku, za zgodą ministra gospodarki, w strukturę Zakładu Górniczego „Piekary” Spółka z o.o. włączona została część sąsiedniego Zakładu Górniczego „Brzeziny”. 
Od 1 stycznia 2012 zakład nosił nazwę Kopalnia Węgla Kamiennego „Piekary”.
Produktem KWK „Piekary” cieszącym się największą popularnością był groszek, który dobrze nadawał się do spalania w nowoczesnych piecach retortowych.
W styczniu 2006 roku ZG „Piekary” wystąpił do Urzędu Patentowego RP z wnioskiem o zastrzeżenie nazwy „EKO-GROSZEK Z PIEKAR” wraz ze znakiem graficznym. 
Kopalnia w I. półroczu 2014 roku zatrudniała 1531 pracowników i przynosiła straty w wysokości -138,71 zł na tonie wydobytego węgla.

8 maja 2015 kopalnia została sprzedana firmie Węglokoks Kraj Sp. z o.o. 

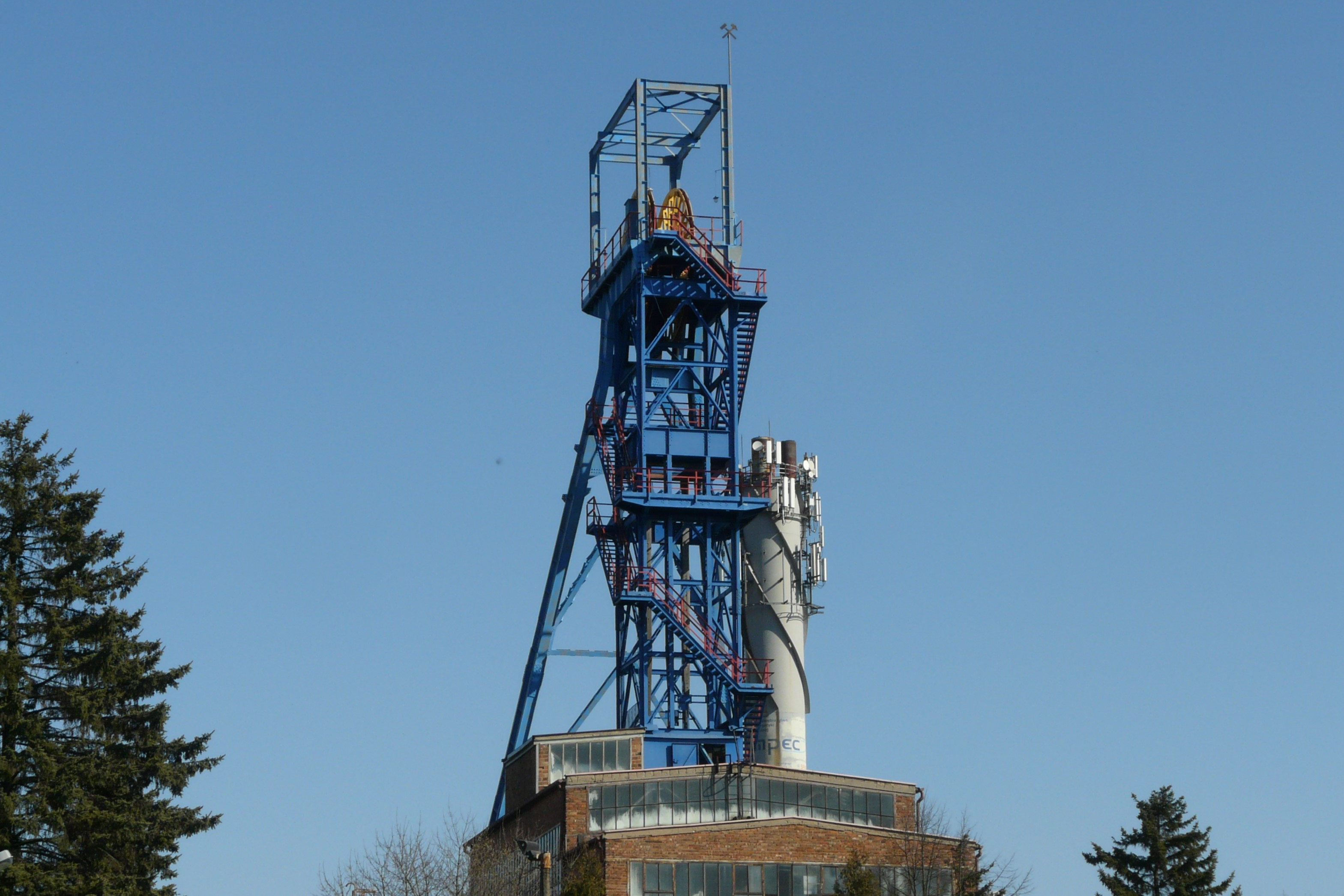
Nieistniejąca wieża szybu Julian IV (2022)

15 grudnia 2015 roku kopalnia Piekary została połączona z kopalnią Bobrek-Centrum; utworzono tym samym dwuruchową kopalnię Bobrek-Piekary . 31 stycznia 2020 roku z ruchu Piekary wyjechała symboliczna ostatnia tona węgla.